# Karl von Oertzen (Politiker, 1816)
Karl Friedrich August Albrecht von Oertzen, auch Carl Friedrich August Albrecht von Oertzen (* 24. März 1816 in Neustrelitz; † 15. Mai 1893 in Kotelow) war ein mecklenburgischer Rittergutsbesitzer, Kammerherr, Landrat und Reichstagsabgeordneter. 

## Herkunft
Karl von Oertzen (Nr. 417 der Geschlechtszählung) entstammte dem Adelsgeschlecht Oertzen, welches man in Mecklenburg zum Uradel zählt. Er wurde geboren als zweites Kind und ältester Sohn des namensgleichen Gutsbesitzers und Landrats Carl von Oertzen (1788–1837) und dessen Ehefrau Wilhelmine (1792–1875), Tochter des Geheimen Rats und Kammerpräsidenten von Mecklenburg-Strelitz, Ulrich Otto III. von Dewitz (1747–1808; #447). Aus seinem engeren Familienumfeld wurden seine Brüder Heinrich von Oertzen (1820–1897) als Reichstagsabgeordneter und Georg von Oertzen (1829–1910) als Diplomat und Dichter besonders bekannt.

## Leben
Er besuchte das Gymnasium Carolinum (Neustrelitz) und studierte von 1835 bis 1839 Rechtswissenschaft an der Ruprecht-Karls-Universität Heidelberg, der Georg-August-Universität Göttingen und der Friedrich-Wilhelms-Universität zu Berlin. 1836 wurde er Mitglied des Corps Vandalia Göttingen. Anschließend war er zunächst Auditor in der Justizkanzlei Neustrelitz, bevor er sich der Verwaltung seines Guts Kotelow widmete. Seit 1853 war er Mitglied des engeren Ausschusses von Ritterschaft und Landschaft in Rostock. Später war er großherzoglich mecklenburg-strelitzscher Kammerherr und 1879–1888 Landrat des Herzogtums Mecklenburg-Güstrow und als solcher wiederum Mitglied des Engeren Ausschusses.
Im August 1867 wurde er als Abgeordneter des Reichstagswahlkreis Großherzogtum Mecklenburg-Strelitz in den Reichstag des Norddeutschen Bundes gewählt. Im Oktober desselben Jahres wurde das Mandat für ungültig erklärt. Er gehörte der Konservativen Partei an.
Karl von Oertzen war seit 1841 mit Bertha Adelheid von Berlepsch (1819–1896) verheiratet und hatte neun Kinder, von denen fünf im Kindesalter verstarben.

## Schriften

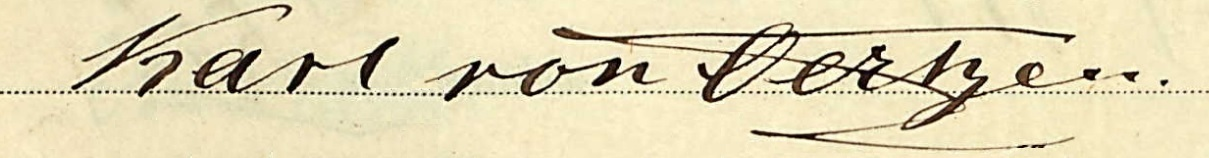
Unterschrift von Karl von Oertzen (1882)

- Ueber die Versagung des kirchlichen Begräbnisses durch die Pastoren, besonders nach mecklenburgischem Rechte, 1863.